# The Carpenter
«The Carpenter», es el primer sencillo del disco Angels Fall First de la agrupación finlandesa Nightwish, también es el primer sencillo de la banda. Es el único sencillo de la banda en el que aparece la voz de Tuomas Holopainen, además de la voz de Tarja Turunen.

## Canciones
1. «The Carpenter»
2. «Red Light In My Eyes, pt. 2» (por Children of Bodom)
3. «Only Dust Moves» (por Thy Serpent)

- Datos: Q930736